# Sächsische XVI T
In die Gattungen XVI T bzw. XVI T{\displaystyle \textstyle {\mathfrak {V}}} waren Doppellokomotiven der Königlich Sächsischen Staatseisenbahnen eingeordnet, welche durch einen Umbau aus Lokomotiven der Gattungen VII TS (VII TSV) und VII TOV entstanden waren.

## Geschichte
Um den Ersten Weltkrieg war auch auf den sächsischen Sekundärbahnen der Verkehr derart angestiegen, dass immer öfter Doppelbespannungen erforderlich waren. Daher hat man – ähnlich wie man es schon bei der Kupplung zweier Schmalspur-Lokomotiven der Gattung I K zur Gattung II K neu praktiziert hatte – von jeweils zwei Lokomotiven die Führerstandsenden entfernt und sie zu einer Doppellokomotive verbunden.
Dieser Umbau der Fahrzeuge muss durch die Verhältnisse in der Kriegszeit bedingt gewesen sein, denn es war bekannt, dass solche Doppellokomotiven kaum einen vollwertigen Ersatz für vierfach gekuppelte Lokomotiven darstellen konnten; falls der Eindruck von den wenigen erhaltenen Fotos richtig wäre, dass auch diese Maschinen mit vier Mann besetzt waren, hätten sie also auch nicht zur Entspannung der Personalsituation beitragen können. Die Lokomotiven wurden bis 1923 ausgemustert.